# Sandra Mariner
Sandra Mariner (* 13. Mai 1974 in Innsbruck) ist eine ehemalige österreichische Naturbahnrodlerin im Einsitzer. Sie gewann in ihrer Karriere vier Weltcuprennen, wurde viermal Österreichische Staatsmeisterin, erreichte dreimal den zweiten und zweimal den dritten Platz im Gesamtweltcup und gewann bei den Weltmeisterschaften der Jahre 1996 und 2001 jeweils die Bronzemedaille. Schon ihre Mutter Hannelore Mariner war als ausgezeichnete Rodlerin bekannt – 1970 wurde sie Europameisterin im Einsitzer.

## Karriere
Mariner bestritt im Jänner 1986 ihre ersten Rennen auf der Naturrodelbahn. 1998 wurde sie Österreichische Vizemeisterin in der Jugendklasse und 1991 erreichte sie den dritten Platz in der Allgemeinen Klasse. Im Februar 1990 nahm sie in Železniki zum ersten Mal an einer Junioreneuropameisterschaft teil und belegte den elften Platz. In den nächsten beiden Jahren wurde sie Fünfte und Siebente bei den Junioreneuropameisterschaften.
Im Jänner 1993 konnte sich die damals 18-Jährige erstmals für ein Rennen im neu eingeführten Weltcup qualifizieren. In Oberperfuss erzielte sie in ihrem ersten Weltcuprennen den fünften Platz. Eine Woche später wurde sie bei ihrer ersten Europameisterschaft in Stein an der Enns Zwölfte. Im Februar gewann sie bei der Junioreneuropameisterschaft 1993 in Rautavaara die Bronzemedaille und im selben Jahr wurde sie in die Österreichische Naturbahnrodel-Nationalmannschaft aufgenommen. Im Winter 1993/1994 wurde Mariner Österreichische Juniorenmeisterin, nachdem sie in den Vorjahren bereits zweimal Zweite geworden war. Ende Jänner 1994 erzielte sie in Gsies bei ihrer ersten Weltmeisterschaft den siebenten Platz und im Februar gewann sie bei der Junioreneuropameisterschaft in Längenfeld die Silbermedaille hinter der ein Jahr jüngeren Italienerin Sonja Steinacher.
Beim Weltcupfinale der Saison 1994/1995 in Stein an der Enns erreichte die damals 20-Jährige mit Platz drei den ersten Podestplatz ihrer Karriere in einem Weltcuprennen. Dritte wurde sie auch im letztmals ausgetragenen Europapokal in Olang. Bei der Europameisterschaft 1995 in Kandalakscha blieb sie als Vierte knapp hinter den Medaillenrängen.  Zum Auftakt der Weltcupsaison 1995/1996 gelang ihr im finnischen Rautavaara der zweite Podestplatz und mit weiteren vier Top-3-Ergebnissen erreichte sie hinter ihrer Teamkollegin Irene Zechner den zweiten Platz im Gesamtweltcup. Bei der Weltmeisterschaft 1996 in Oberperfuss gewann sie die Bronzemedaille. Im Winter 1996/1997 wurde Mariner Vierte im Gesamtweltcup und in der Saison 1997/1998 erreichte sie mit vier Podestplätzen zum zweiten Mal den zweiten Rang im Gesamtklassement, diesmal hinter ihrer Landsfrau Elvira Holzknecht. Bei der Europameisterschaft 1997 in Moos in Passeier wurde sie Siebente und bei der Weltmeisterschaft 1998 in Rautavaara verfehlte sie als Vierte nur knapp eine Medaille. Nicht ganz so erfolgreich wie das Vorjahr verlief die Saison 1998/1999. Sie blieb ohne Podestplatz und fiel auf Rang sechs im Gesamtweltcup zurück.  In der Saison 1999/2000 erreichte Mariner in den ersten drei Rennen wieder das Podest und im Februar feierte sie beim Finale in Aosta, zeitgleich mit Sonja Steinacher, ihren ersten Weltcupsieg, womit sie in der Gesamtwertung den dritten Platz erreichte. Bereits im Jänner hatte sie einen Parallelbewerb in Völs gewonnen, der aber nicht zum Weltcup zählte. Bei der Weltmeisterschaft 2000 in Olang wurde sie wie schon zwei Jahre zuvor Vierte.
Im Jahr 2000 wollte Mariner ihre Karriere bereits beenden, entschied sich zunächst aber dafür, im nächsten Winter noch an nationalen Wettkämpfen teilzunehmen. Nachdem sich ihre Teamkollegin Elvira Holzknecht Ende Dezember schwer verletzt hatte und für den Rest der Saison ausfiel, wurde Mariner vom Österreichischen Rodelverband gebeten, anstatt Holzknecht als Zugpferd für die jüngeren Läuferinnen weiterhin im Weltcup zu starten. Sie übernahm diese Rolle und feierte gleich im ersten Weltcuprennen dieses Winters in Umhausen ihren zweiten Sieg. Mit weiteren zwei Podestplätzen erreichte sie schließlich wie im Vorjahr den dritten Platz im Gesamtweltcup und bei der Weltmeisterschaft 2001 in Stein an der Enns wurde sie ebenfalls, wie schon fünf Jahre zuvor, Dritte. Zudem wurde sie in diesem Jahr zum ersten Mal Österreichische Staatsmeisterin im Einsitzer.
Mariner blieb auch nach diesem Winter weiterhin im Naturbahnrodelsport aktiv. In der Saison 2001/2002 fuhr sie in fünf von sechs Weltcuprennen unter die schnellsten drei und beim Finale in Železniki gelang ihr zeitgleich mit Sonja Steinacher der dritte Sieg. Sie erreichte damit hinter Steinacher, die das Maximum von 500 Punkten erzielte, zum dritten Mal in ihrer Karriere den zweiten Platz im Gesamtweltcup. Bei der Europameisterschaft 2002 in Frantschach-Sankt Gertraud blieb sie mit dem fünften Platz aber hinter ihren Erwartungen. Im Winter 2002/2003 erreichte Mariner aufgrund gesundheitlicher Probleme nicht ihre Vorjahresleistungen und fiel mit einem fünften Platz als bestes Rennergebnis auf Rang zehn im Gesamtweltcup zurück. Bei der Weltmeisterschaft 2003 in Železniki verfehlte sie als Vierte zum wiederholten Male nur knapp eine Medaille. Dafür wurde sie 2003 zum zweiten Mal Österreichische Staatsmeisterin und in den nächsten beiden Jahren konnte sie diesen Titel erfolgreich verteidigen. Zu Beginn der Weltcupsaison 2003/2004 fuhr Mariner als Dritte in Olang wieder auf das Podest und im fünften Saisonrennen, einem Parallelbewerb in Triesenberg, feierte sie ihren vierten und zugleich letzten Weltcupsieg. Im Gesamtklassement belegte sie mit insgesamt vier Top-5-Ergebnissen den vierten Platz. Ihr schlechtestes Saisonresultat erzielte sie bei der Europameisterschaft 2004 in Hüttau, wo sie nur Zehnte wurde.
Die Weltcupsaison 2004/2005 begann Mariner mit dem zweiten Platz in Campill. Im dritten Saisonrennen in Oberperfuss erlitt sie jedoch ihre erste schwere Verletzung, als sie sich einen Innenbandriss und einen Einriss des Außenbandes im rechten Sprunggelenk zuzog. Trotzdem konnte sie zwei Wochen später bei der Weltmeisterschaft 2005 in Latsch starten, wo sie den siebenten Platz belegte. Im Weltcup nahm sie in diesem Winter aber aufgrund der Verletzung an keinen Rennen mehr teil. Zu Beginn der Saison 2005/2006 bestritt Mariner ihr letztes Weltcuprennen, das sie auf dem neunten Platz beendete, ehe sie nach zwanzig aktiven Jahren und nach 14 Jahren im Weltcup und in der Nationalmannschaft im Alter von 32 Jahren ihre Karriere beendete.

## Sportliche Erfolge

### Weltmeisterschaften
- Gsies 1994: 7. Einsitzer
- Oberperfuss 1996: 3. Einsitzer
- Rautavaara 1998: 4. Einsitzer
- Olang 2000: 4. Einsitzer
- Stein an der Enns 2001: 3. Einsitzer
- Železniki 2003: 4. Einsitzer
- Latsch 2005: 7. Einsitzer

### Europameisterschaften
- Stein an der Enns 1993: 12. Einsitzer
- Kandalakscha 1995: 4. Einsitzer
- Moos in Passeier 1997: 7. Einsitzer
- Frantschach 2002: 5. Einsitzer
- Hüttau 2004: 10. Einsitzer

### Junioreneuropameisterschaften
- Železniki 1990: 11. Einsitzer
- Kandalakscha 1991: 5. Einsitzer
- Stange 1992: 7. Einsitzer
- Rautavaara 1993: 3. Einsitzer
- Längenfeld 1994: 2. Einsitzer

### Weltcup
- 3× 2. Gesamtrang im Einsitzer in den Saisonen 1995/1996, 1997/1998 und 2001/2002
- 2× 3. Gesamtrang im Einsitzer in den Saisonen 1999/2000 und 2000/2001
- 2× 4. Gesamtrang im Einsitzer in den Saisonen 1996/1997 und 2003/2004
- 27 Podestplätze in Weltcuprennen, davon 4 Siege:

| Datum            | Ort         | Land          | Disziplin   |
| ---------------- | ----------- | ------------- | ----------- |
| 27. Februar 2000 | Aosta       | Italien       | Einsitzer * |
| 4. Jänner 2001   | Umhausen    | Österreich    | Einsitzer   |
| 26. Jänner 2002  | Železniki   | Slowenien     | Einsitzer * |
| 13. Februar 2004 | Triesenberg | Liechtenstein | Einsitzer   |

* zeitgleich mit Sonja Steinacher

### Österreichische Meisterschaften
- Österreichische Staatsmeisterin im Einsitzer 2001, 2003, 2004 und 2005

## Auszeichnungen (Auszug)
- 2001: Goldenes Verdienstzeichen der Republik Österreich